# Инженерно-геодезические изыскания
Инженерно-геодезические изыскания (ИГДИ) — комплекс работ, направленный на получение информации о рельефе и ситуации местности; служит основой для проектирования, и для проведения других видов изысканий и обследований.

## Работы, выполняемые в процессе ИГДИ
Работы, выполняемые в процессе ИГДИ:
1. Создание геодезического и планово-высотного обоснования;
2. Топографические съёмки разных масштабов (в основном крупных);
3. Трассирование линейных сооружений;
4. Геодезическая привязка геологических выработок, гидрологических створов, точек геофизической разведки.

## Организация производства ИГДИ
Существует общепринятая схема производства инженерно-геодезических изысканий. Для производства ИГДИ, заказчику необходима разрешительная документация от государственной власти субъекта (например в СПб — Комитет по Градостроительству и Архитектуре). В разрешительную документацию входят:
- Градплан;
- Письмо исполнительного органа государственной власти данного субъекта (для СПб — Письмо КГА);
- Техническое задание на проектирование;
- Технические условия на подключение к инженерным сетям;
- Разрешение на строительство.

После получения разрешительной документации заказчик обращается уже непосредственно к организации, которая будет заниматься инженерно-геодезическими изысканиями (в дальнейшем — организация). Важно потребовать у этой организации доказательства наличия «Свидетельства СРО» (Саморегулируемых Организаций).
Заказчик и организация заключают договор, в котором оговаривается техническое задание, приложение к техническому заданию и схема границ ИГИ. Заключив договор, организация отправляет запрос в федеральную службу государственной регистрации, кадастра и картографии (Росреестр). Росреестр в свою очередь предоставляет организации:
- Выписку координат необходимых исходных пунктов;
- Карточки привязок необходимых исходных пунктов.

Получив это, организация должна отправить уведомление ИГИ в государственную власть данного субъекта (для СПб — КГА). Уведомление ИГИ состоит из:
- Бланк уведомления;
- Письмо на запрос архивных материалов;
- Разрешительная документация;
- Техническое задание;
- Программа работ ИГДИ;
- Схема границ ИГДИ.

И дальше организация занимается уже непосредственно инженерно-геодезическими изысканиями.

## Полевые работы
Для организации полевых работ, полевому отделу необходимо предоставить:
1. Архивный материал;
2. Выписку координат исходных пунктов и карточки привязок исходных пунктов;
3. Программу работ ИГДИ;
4. Схема границ съёмки;
5. Комплект необходимого оборудования.

Полевой отдел, в результате съёмок предоставляет:
1. Ведомости и характеристики тахеометрических ходов;
2. Абрисы топографической съёмки (в условных знаках);
3. Файлы с прибора («сырые данные»);
4. Обработанные данные в формате DXF;
5. Журнал обследований подземных коммуникаций.

## Камеральный отдел
Камеральный отдел занимается обработкой полевых материалов, с учётом архивных материалов и согласования подземных коммуникаций в программных средах Credo, AutoCAD, MapInfo и т. д.

## Отдел согласования подземных коммуникаций
Отдел согласования подземных коммуникаций занимается согласованием коммуникаций с эксплуатирующей организацией. В подземные коммуникации входят:
1. Водопроводные сети
2. Канализационные сети
3. Тепловые сети
4. Связь
5. Электрокабели
6. Газопровод
7. Электро-химическая защита
8. Светофоры
9. Продуктопровод